# Лео Вестерман
Лео Вестерман (фр. Léo Westermann; Агено, 24. јул 1992) је француски кошаркаш. Игра на позицији плејмејкера.

## Биографија
Професионалну каријеру почео је 2010. године у дресу Асвела и тамо је одиграо две сезоне. Дана 2. јула 2012. Вестерман је потписао трогодишњи уговор са Партизаном. Са Партизаном је освојио шампионски прстен Јадранске лиге 2012/13. године, а такође постао и првак Србије 2013. и 2014. године (мада је услед повреде предњих укрштених лигамената колена задобијене у новембру 2013. године на мечу са ЦСКА у Москви пропустио остатак сезоне 2013/14).
У јулу 2014. прешао је у Барселону, али је одмах прослеђен на позајмицу у Лимож где проводи наредне две сезоне. У сезони 2016/17. био је члан Жалгириса и са њима је освојио Првенство и Куп Литваније. У сезони 2017/18. је био члан московског ЦСКА и са њима је освојио ВТБ јунајтед лигу. У сезони 2018/19. поново је био играч Жалгириса и са њима је освојио још једну титулу првака Литваније. Од јула 2019. до децембра 2020. је био играч Фенербахчеа.
Са сениорском репрезентацијом Француске је освојио бронзану медаљу на Европском првенству 2015. године.

## Успеси

### Клупски
- Партизан:
  - Јадранска лига (1): 2012/13.
  - Првенство Србије (2): 2012/13, 2013/14.

- Жалгирис:
  - Првенство Литваније (2): 2016/17, 2018/19.
  - Куп Литваније (1): 2017.

- ЦСКА Москва:
  - ВТБ јунајтед лига (1): 2017/18.

- Фенербахче:
  - Куп Турске (1): 2020.

- Барселона:
  - Првенство Шпаније (1): 2020/21.
  - Куп Шпаније (1): 2021.

### Репрезентативни
- Европско првенство:  2015.
- Европско првенство до 20 година:  2011, 2012.
- Европско првенство до 18 година:  2009.